# 平澤堤川高速公路
平澤堤川高速公路（：／ Pyeongtaek Jecheon gosokdoro */?），是連接韓國京畿道平澤市及忠清北道堤川市的一條高速公路。
1997年開工，2002年12月12日開始分段通車。